# Giải Quả cầu vàng Cecil B. DeMille
Giải Quả cầu vàng Cecil B. DeMille là một giải Quả cầu vàng được Hiệp hội báo chí nước ngoài ở Hollywood trao hàng năm cho cống hiến suốt đời của một người trong ngành điện ảnh. Giải này được trao trong buổi lễ trao giải Quả cầu vàng ở Hollywood, California (Hoa Kỳ). Giải được đặt tên này để vinh danh nhà đạo diễn Cecil B. DeMille (1881-1959), một trong các nhà làm phim thành công nhất: 
| Năm  | Người đoạt giải   | Tuổi              |
| ---- | ----------------- | ----------------- |
| 1952 | Cecil B. DeMille  | 71                |
| 1953 | Walt Disney       | 51                |
| 1954 | Darryl F. Zanuck  | 51                |
| 1955 | Jean Hersholt     | 68                |
| 1956 | Jack L. Warner    | 63                |
| 1957 | Mervyn LeRoy      | 56                |
| 1958 | Buddy Adler       | 48                |
| 1959 | Maurice Chevalier | 70                |
| 1960 | Bing Crosby       | 56                |
| 1961 | Fred Astaire      | 60                |
| 1962 | Judy Garland      | 39                |
| 1963 | Bob Hope          | 59                |
| 1964 | Joseph E. Levine  | 58                |
| 1965 | James Stewart     | 56                |
| 1966 | John Wayne        | 58                |
| 1967 | Charlton Heston   | 43                |
| 1968 | Kirk Douglas      | 51                |
| 1969 | Gregory Peck      | 52                |
| 1970 | Joan Crawford     | 65                |
| 1971 | Frank Sinatra     | 55                |
| 1972 | Alfred Hitchcock  | 72                |
| 1973 | Samuel Goldwyn    | 90                |
| 1974 | Bette Davis       | 65                |
| 1975 | Hal B. Wallis     | 76                |
| 1976 | (Không trao giải) | (Không trao giải) |
| 1977 | Walter Mirisch    | 55                |
| 1978 | Red Skelton       | 64                |
| 1979 | Lucille Ball      | 67                |
| 1980 | Henry Fonda       | 74                |
| 1981 | Gene Kelly        | 68                |
| 1982 | Sidney Poitier    | 54                |
| 1983 | Laurence Olivier  | 75                |
| 1984 | Paul Newman       | 59                |
| 1985 | Elizabeth Taylor  | 52                |
| 1986 | Barbara Stanwyck  | 78                |
| 1987 | Anthony Quinn     | 71                |
| 1988 | Clint Eastwood    | 57                |
| 1989 | Doris Day         | 64                |
| 1990 | Audrey Hepburn    | 60                |
| 1991 | Jack Lemmon       | 65                |
| 1992 | Robert Mitchum    | 74                |
| 1993 | Lauren Bacall     | 68                |
| 1994 | Robert Redford    | 57                |
| 1995 | Sophia Loren      | 60                |
| 1996 | Sean Connery      | 65                |
| 1997 | Dustin Hoffman    | 59                |
| 1998 | Shirley MacLaine  | 63                |
| 1999 | Jack Nicholson    | 61                |
| 2000 | Barbra Streisand  | 57                |
| 2001 | Al Pacino         | 60                |
| 2002 | Harrison Ford     | 59                |
| 2003 | Gene Hackman      | 72                |
| 2004 | Michael Douglas   | 59                |
| 2005 | Robin Williams    | 53                |
| 2006 | Anthony Hopkins   | 68                |
| 2007 | Warren Beatty     | 69                |
| 2008 | (Không trao giải) | (Không trao giải) |
| 2009 | Steven Spielberg  | 62 *              |
| 2010 | Martin Scorsese   | 67                |
| 2011 | Robert De Niro    | 67                |
| 2012 | Morgan Freeman    | 74                |
| 2013 | Jodie Foster      | 50                |
| 2014 | Woody Allen       | 78**              |
| 2015 | George Clooney    | 53                |
| 2016 | Denzel Washington | 61                |

*Do cuộc đình công của Hội nhà văn Hoa Kỳ năm 2007 (2007 Writers Guild of America strike), Hiệp hội báo chí nước ngoài ở Hollywood đã hoãn giải tới lễ trao giải năm 2009